# نلسون (مینه‌سوتا)
نلسون، مینه‌سوتا (به انگلیسی: Nelson, Minnesota) یک شهر در ایالات متحده آمریکا است که در شهرستان داگلاس واقع شده‌است.

## خصوصیات
نلسون ۱٫۷۱ کیلومترمربع مساحت و ۱۸۷ نفر جمعیت دارد و ۴۱۵ متر بالاتر از سطح دریا واقع شده‌است.